# Camp de refugiats de Breidjing
El camp de refugiats de Breidjing és un camp situat a l'est del Txad creat per l‘ACNUR i dirigit per la Creu Roja, que va arribar a acollir a uns 42.000 refugiats sudanesos que van fugir de Darfur, Sudan a l'any 2004 després de l'inici d'un llarg conflicte armat. Aquest camp encara segueix en funcionament a l'any 2018.

## Origen
Al febrer del 2003 dos grups rebels de Sudan van acusar el govern sudanès d'oprimir la població no àrab del país. El govern sudanès va decidir respondre aquestes acusacions amb una campanya de neteja religiosa contra la població no Àrab de Darfur. Això va resultar en la mort total de dos milions i mig de persones. Per això moltes famílies que no eren àrabs van haver de fugir de Darfur cap a diversos camps de refugiats. Però cada vegada n'hi havia més de refugiats sudanesos que arribaven al Txad, per això ACNUR amb les ONGs com la Creu Roja, o Oxfam Internacional van veure necessari crear camps per acolli'ls. Un d'aquests camps va ser el camp de Breidjing que va ser desenvolupat aquell mateix any, al començament del conflicte, per així acollir els centenars de milers de persones que venien de Sudan. El camp era ubicat al país veí de Sudan, el Txad, situat a tan sols a un quilòmetre del poble de Breidjing que tenia aproximadament uns 960 habitants.

## Habitants
Els habitants del camp de Breidjing són famílies que van ser perseguides per la milícia o que temien per les seves vides i per això van decidir marxar del seu país als països veïns. Els refugiats que van anar a viure al camp van haver d'escapar del seu país ràpidament, molts d´ells a mitjanit sense tenir temps d'agafar res. Per tant, la majoria dels refugiats d'aquests camps depenien molt de l'ajuda proporcionada pels treballadors humanitaris de la Creu Roja i ACNUR. Quan el camp va començar a ser habitat a l'any 2004, hi havien aproximadament 2.000 homes comparat amb 8.000 dones i uns 20.000 nens i nenes, al llarg dels anys aquestes xifres han anat oscil·lant. Actualment aquest camp encara està habitat, però desafortunadament aquest conflicte ja no rep atenció internacional i el focus d'atenció dels mitjans l'ha deixat d'incloure cosa que fa aquest conflicte sigui oblidat.

## Vida
El camp es va organitzar a una esplanada a un quilòmetre del poble, dissenyat per acollir a uns 20.000 persones. Es van erigir vàries tendes i carpes al llarg de l'esplanada per proporcionar refugi a les famílies. Més endavant la població del camp va començar a augmentar i va arribar a un total de 42.000 refugiats que és el doble del nombre que estava planificat al començament. Per això van haver molts problemes amb els recursos com l'aigua el menjar, la llenya, les carpes etc. Gran part de la població del camp estava passant gana i hi havia falta d'aigua potable, apart d'això molts animals es van morir per falta d'alimentació. A mesura que els seus cossos es van anar descomponent van portar malalties i van contaminar l'aigua. Cada vegada era més difícil trobar refugi i aliments degut a la sobrepoblació del camp, per això, diferents ONGs com Intermón Oxfam van voler aportar aigua potable al camp i van començar a excavar més pous per obtenir l'aigua. Normalment una vegada al mes els últims dos dies es distribuïa aliments al camp, hi havia dues estacions de distribució en les quals els refugiats podien obtenir una ració d'aliments, però a mesura que la població creixia la quantitat d'aliments havia d'augmentar per poder alimentar tots els refugiats, cosa que va requerir esforç per les ONGs. També els nens i nenes del camp disposaven de serveis i activitats educatives proporcionades per les ONGs. El govern del Txad ha fet que les escoles que van ser creades dins dels camps formin part del sistema públic d'escoles per així poder reconèixer els títols obtinguts al camp.